# Nyelviskola
A nyelviskola felnőttek és/vagy gyermekek iskolarendszeren kívüli nyelvi képzésével foglalkozó oktatási intézmény, funkciója az, hogy segítse az idegen nyelvek elsajátítását. A nyelviskolákban többnyire csoportos nyelvtanfolyamok formájában folyik az oktatás. A nyelviskolai oktatás egyik gyakori célja, hogy a résztvevőket nyelvvizsgához juttassa.

## Nyelvi képzési lehetőségek
Nyelviskola keretében lehetséges képzési lehetőségek a következők lehetnek:
- Csoportos vagy egyéni nyelvtanulás
- Lakossági nyelvi képzések
- Vállalati nyelvi képzések, amelyek során lehetőség van nyelviskolai vagy a vállalat telephelyén kihelyezett nyelvtanulásra.
- Általános nyelvtanfolyam, üzleti nyelvtanfolyam, szaknyelvi képzés (pl.: turizmus, kereskedelem, pénzügy, marketing stb.)
- Nyelvvizsgára való felkészítés

### A nyelviskolák által kínált kötelező szolgáltatások
- előzetesen megszerzett tudás felmérése és beszámítása (kötelező szolgáltatás)
- egy másik, szabadon választható felnőttképzési szolgáltatás, amely leggyakrabban a képzési igények felmérése és képzési tanácsadás

### A nyelviskolák által gyakran kínált kiegészítő szolgáltatások
- tankönyv, nyelvoktató magazin értékesítés
- külföldi nyelvtanulási lehetőségek biztosítása
- könyvkölcsönzés
- fordítás, lektorálás (Hivatalos fordítást minden nyelviskola biztosíthat, akinek tevékenységi körében szerepel a fordítási tevékenység. Hiteles vagy hitelesített fordítást kizárólag az Országos Fordító és Fordításhitelesítő Iroda készíthet)
- tolmácsolás
- Nyelvvizsga lehetőség – egy nyelviskola a jogszabályi előírások teljesítése esetén sok esetben akkreditált nyelvvizsgahelyként is működik. Ebben az esetben a nyelvvizsgára való felkészítés illetve a nyelvvizsga egy intézmény szervezésében történhet.

## Működésének feltételei
- Egy nyelvoktatással foglalkozó vállalkozásnak minden esetben (függetlenül attól, hogy nyelviskolának, nyelvstúdiónak, vagy bármi másnak nevezi magát) kérnie kell a Nemzeti Foglalkoztatási Szolgálat illetékes Munkaügyi Központjánál a nyilvántartásba vételt. A nyilvántartásba vételkor a képzőnek regisztrálnia kell a konkrét képzéseket (pl. angol nyelv, német nyelv stb.) és minden képzéshez rendelkeznie kell képzési programmal. A nyilvántartásba vétel részleteit a 2/2010. (II. 16.) SZMM rendelet szabályozza. A képzési programok tartalmát és a felnőttképzési szerződés részleteit a 2001. évi CI. törvény (Felnőttképzési törvény) tartalmazza.
- Minden nyilvántartással rendelkező felnőttképző intézmény statisztikai adatszolgáltatásra kötelezett (OSAP statisztika).